# 艾托·卡兰卡
艾托·卡兰卡·德拉奥斯（西班牙語：Aitor Karanka de la Hoz，1973年9月18日—）是一名前西班牙足球運動員及现役足球教练。

## 生平

### 教練
米杜士堡
2013年11月卡蘭卡獲邀執教英冠球會米杜士堡。2015年8月7日，雖然上季僅取得第四位失落直接升班資格，更於附加賽決賽落敗而回，尚餘一年合約的卡蘭卡仍獲米堡提供四年新約。
2017年3月16日，在遭遇英超联赛连续10轮不胜，积分榜排名下滑至倒数第二位，以及足总杯主场0-2负于曼城遭到淘汰后，卡兰卡被米德尔斯堡解雇。
诺丁汉森林
2018年1月9日，卡兰卡出任诺丁汉森林主教练。

## 榮譽

### 球員生涯
皇家馬德里
- 洲際盃：1998年；
- 歐洲聯賽冠軍盃：1997/98年、1999/2000年、2001/02年；
- 西甲聯賽：2000/01年；
- 西班牙超級盃：1997年、2001年；

西班牙U21
- 歐洲U-21足球錦標賽：
  - 亞軍：1996年；
  - 季軍：1994年；

### 教練生涯
米德尔斯堡
- 英格蘭冠軍聯賽亞軍：2015/16年（升級英超）

## 外部連結
- BDFutbol profile （页面存档备份，存于）
- National team data （页面存档备份，存于）
- Athletic Bilbao profile
- 艾托·卡兰卡在 National-Football-Teams.com 上的出场纪录